# 왕산초등학교 (강원)
왕산초등학교는 대한민국 강원특별자치도 강릉시 왕산면 도마리에 있는 공립 초등학교이다.

## 학교 연혁
- 1936년 9월 25일 왕산공립보통학교 개교(설립인가 8월 4일)
- 1938년 4월 1일 왕산공립심상소학교로 개칭[1]
- 1941년 4월 1일 왕산공립국민학교로 개칭[2]
- 1996년 3월 1일 왕산초등학교로 교명 변경[3]
- 1997년 3월 1일 대기분교장 통합
- 2010년 3월 1일 고단분교장 통합
- 2016년 2월 12일 제77회 졸업식(졸업생 총수 2,186명)
- 2016년 3월 1일 5학급 편성
- 2016년 3월 1일 제32대 이연호 교장 부임
- 2017년 2월 10일 제78회 졸업식(졸업생 총수 2,188명)
- 2017년 3월 1일 6학급 편성

## 참고 자료
- 왕산초등학교 - 한국교육학술정보원 학교알리미